# Take Shelter
Take Shelter là một bộ phim chính kịch của Hoa Kỳ được sản xuất năm 2011, biên kịch và đạo diễn bởi Jeff Nichols với Michael Shannon và Jessica Chastain trong các vai chính. Nội dung phim là một người bố trẻ đã có vợ và một con gái bị điếc, liên tục bị quấy nhiễu bởi những cơn ác mộng về một trận bão cực kì lớn như điềm báo cho ngày tận thế, điều này làm anh lo lắng và phân vân giữa việc bảo vệ gia đình mình khỏi cơn bão hay là chính bản thân mình. Bộ phim đã được đề cử 4 Giải Sao Thổ trong đó có phim li kì hay nhất, nữ chính xuất sắc nhất cho Chastain và thắng giải nam chính xuất sắc nhất cho Shannon.

## Nội dung
- Lưu ý: phần sau đây có thể cho biết trước nội dung tác phẩm.

Curtis LaForche (Michael Shannon) là một công nhân sống ở Lagrange, Ohio, anh có những giấc mơ báo trước tận thế, và có những ảo giác cả về thị giác lẫn thính giác về một cơn mưa "như xăng tươi", một đàn chim hung dữ và bị tấn công bởi những người thân thích của anh ấy; nhưng Curtis giấu tất cả mọi thứ và không cho Samantha (Jessica Chastain) và đứa con gái bị khiếm thính Hannah (Tova Stewart). Những trải nghiệm của Curtis dẫn tới tình huống ép buộc anh phải xây một căn hầm tránh bão đằng sau nhà; tuy nhiên, cách xử sự của anh càng lúc càng khó hiểu — bao gồm cả việc anh cắt đứt quan hệ với những người đã hãm hại anh trong giấc mơ — điều này làm tổn hại đến mối quan hệ của anh với gia đình, bạn bè, đồng nghiệp và cả những người hàng xóm. Curtis miễn cưỡng đến gặp một bác sĩ tâm lý tại một phòng khám tư, và anh kể cho cô ấy nghe về tiểu sử bệnh tâm thần của gia đình (mẹ của Curtis (Kathy Baker) bị hoang tưởng tâm thần phân liệt ở độ tuổi của anh bây giờ).
Để mở rộng cái hầm tránh bão cũ, Curtis phá luật bằng cách sử dụng công cụ của công ty để xây và vay trước một món nợ bảo hiểm để bắt đầu xây dựng hầm — tất cả đều không hề báo trước với vợ anh. Samantha tức giận khi biết được chuyện chồng làm. Sau khi Curtis uống thuốc quá liều của bác sĩ và khạc ra máu, Sam gọi cấp cứu. Anh bình thường trở lại, và kể cho Sam nghe sự thật, kể cả những giấc mơ.
Curtis bắt đầu nghỉ làm nhiều ngày, điều này làm ông chủ của anh không hài lòng, đúng lúc anh và Sam đang chuẩn bị để phẫu thuật tai cho Hannah và ca phẫu thuật sẽ được thực hiện trong 6 tuần nữa. Được thông báo về việc anh tự ý mượn đồ của công ty, chủ của Curtis sa thải anh ngay tại nhà và chỉ cấp cho anh thêm 2 tuần tiền bảo hiểm, sau khi để Dewart (Shea Whigham), bạn thân và đồng nghiệp của Curtis mà anh nhờ giúp xây hầm, làm thêm 2 tuần không công.
Curtis mua mặt nạ chống độc cho gia đình anh, và xin kéo dài thời gian bảo hiểm cho Dewart thêm vài tuần. Phát hiện người bác sĩ tâm lý tại phòng khám kia đã bị thay thế bởi người khác, anh bước ra. Áp lực giữa Curtis và Sam trở nên căng thẳng khi anh mất cả việc lẫn tiền bảo hiểm. Sam đưa Curtis đến một bác sĩ tâm thần giỏi thật sự, và ông yêu cầu họ tham gia một buổi họp mặt, để hai người có thể bớt đi lo âu và trở về cuộc sống bình thường, đặc biệt phải đưa Curtis đi xa khỏi cái hầm tránh bão. Tại Lions Club, một Dewart đang cay cú (người đã loan tin cho mọi người rằng Curtis bị điên) đấm Curtis một cách giận dữ; sau khi bị đánh, Curtis trở nên tức điên, anh mất bình tĩnh và tuôn ra một tràng đả kích giận dữ tới mọi người ở Lions Club, làm ngay cả Hannah và Sam cũng phải sợ. Curtis hét to rằng có một cơn bão cực kì mạnh mẽ sắp tới, mà không một ai trong số họ đang chuẩn bị để phòng tránh.
Một cơn bão lớn xảy ra khiến gia đình anh phải xuống hầm để tránh. Sau khi họ tỉnh dậy, Curtis miễn cưỡng tháo mặt nạ chống độc vì bị Samantha ép. Họ đi mở cửa hầm, nhưng anh vẫn nghe thấy tiếng sấm bên ngoài. Vợ anh nài nỉ, cố gắng thuyết phục Curtis rằng không còn cơn bão nào cả và anh cần phải tự mở cánh cửa đó ra. Sau một hồi, Curtis quyết định mở tung cánh cửa ra, quả thật cơn bão mạnh đã biến mất, mặt trời chiếu chói lọi, những người hàng xóm đang quét dọn cũng như những công nhân đang sửa chữa điện trên đường.
Bác sĩ khuyên cặp đôi nên đi nghỉ ở biển như đã bàn, một chuyến đi hằng năm; nhưng Curtis sẽ phải điều trị tâm lý, và buộc anh phải tạm thời bị cách li khỏi gia đình sau khi trở về. Tại biển Myrtle, trong khi Curtis đang chơi trò xây lâu đài cát với Hannah, cô bé làm dấu ra chữ "bão". Ngay khi Samantha bước ra khỏi ngôi nhà bên bờ biển, những giọt mưa đặc, nâu như Curtis nói bắt đầu rơi vào bàn tay đang đưa ra của cô. Sam nhìn ra biển và thấy những đám mây bão dữ dội như Curtis đã thấy trong giấc mơ, đang tàn phá ngoài đại dương; những vòi rồng đang xoáy và những lọn sóng đang rút ra xa như chuẩn bị có một cơn sóng thần. Curtis và Sam nhìn nhau và tự hiểu, sau đó anh đi tìm một cái hầm tránh bão trong căn nhà với Hannah — và thúc giục người vợ đang thất thần phải làm theo.

## Diễn viên
- Michael Shannon trong vai Curtis LaForche
- Jessica Chastain trong vai Samantha LaForche
- Katy Mixon trong vai Nat
- Shea Whigham trong vai Dewart
- Kathy Baker trong vai Sarah
- Ray McKinnon trong vai Kyle
- Lisa Gay Hamilton trong vai Kendra
- Tova Stewart trong vai Hannah LaForche
- Stuart Greer trong vai Army/Navy Dave

## Phát hành
Take Shelter lần đầu được công chiếu vào tháng 1 năm 2011 tại Liên hoan phim Sundance và Sony Pictures Classic chịu trách nhiệm phát hành bộ phim ở khu vực Bắc Mỹ, Nam Mỹ, New Zealand và Úc. Tháng 9 năm 2011, phim được công chiếu tại Liên hoan phim quốc tế Toronto và đã giành được giải Phim Quốc tế hay nhất.
Phim được chiếu giới hạn tại New York và Los Angeles vào ngày 30 tháng 9 năm 2011.

## Tiếp nhận
Phim được hoan nghênh từ giới phê bình. 91% trong tổng số 151 nhà phê bình trên Rotten Tomatoes cho bộ phim một đánh giá tích cực, với số điểm trung bình 8.1/10. Trang này đánh giá "Michael Shannon đã cho chúng ta một vai diễn không thể hoàn hảo hơn và cách làm phim kỳ ảo của Jeff Nichols đã tạo ra một sự kết hợp tinh tế giữa cảm xúc cuộc sống, sự kinh hãi và cái chết." Trên Metacritic phim nhận được số điểm 85/100 và Roger Ebert cho bộ phim 4/4 sao.